# Afiz Sadi
Afiz Sadi (Jardinópolis, 15 de agosto de 1924 – 30 de junho de 2010) foi um médico brasileiro, especialista em urologia.

## Formação
De origem libanesa, era filho de um mascate. Graduou-se em medicina pela Faculdade de Medicina da Universidade Federal de Minas Gerais.

## Profissão
Foi Professor titular de Urologia da Escola Paulista de Medicina e da Faculdade de Medicina de Santos.

## Entidades médico-culturais
Foi membro emérito da Academia Nacional de Medicina em 1994.
Foi fundador da cadeira 40 da Academia Cristã de Letras.
Foi titular da Academia de Medicina de São Paulo.
Membro honorário da Academia de Medicina de Minas Gerais.

## Comendas
Entre as comendas recebidas destacam-se:
- Medalha da Marinha Brasileira;
- Medalha da Independência da República Árabe da Síria;
- Grã-Cruz de Mérito Nacional;
- Medalha Anchieta da Assembleia Legislativa de São Paulo.

## Livros publicados
Foi autor de 10 livros de Urologia e 12 de literatura (poesia e prosa), entre os quais:
Urologia
- Urologia Clínica e cirúrgica (1965)
- Urologia: Diagnóstico e tratamento das doenças urogenitais (1969)[6]
- Urgências em urologia (1971)
- Patologia urogenital (1975 - 2 volumes)
- Hiperplasia da próstata - adenoma (1998)
- Ritmos e semitons (1970)

Literatura
- Poesias em vários tons (1971)
- O tempo e a vida (s. d.)
- Poesia em vários tons (s. d.)[6]
- Ritmo e poesia (1979)
- Espaço vital (1983)[6]
- Pedaços de pensamento (1987)[6]
- Prosa e verso (1992)
- Divagações históricas e poéticas (1996)[6]
- Academia Cristã de Letras - 30 anos (2005)
- Correr do tempo (2008).